# Bradley Roland Will
Bradley Roland „Brad“ Will (* 1970 in Evanston, Illinois; † 27. Oktober 2006 in Oaxaca, Mexiko) war ein US-amerikanischer Journalist, Anarchist und Indymedia-Aktivist.
Will wuchs in einem Vorort von Chicago auf und erwarb 1992 einen B.A. in Englisch am Allegheny College in Pennsylvania.
In Ausübung seiner Tätigkeit wurde er am Freitag, dem 27. Oktober 2006, in Oaxaca bei einer Schießerei durch einen Bauchschuss getötet. Zu der Schießerei kam es, als bewaffnete Personen versuchten eine Straßensperre zu beseitigen, die von den Aufständischen der Asamblea Popular de los Pueblos de Oaxaca (APPO) errichtet worden war, die Oaxaca mehrere Monate besetzt hielten.
Laut Angaben der Rebellen sollen diese bewaffneten Kräfte von dem Gouverneur Ulises Ruiz Ortiz in die Stadt geschickt worden sein. Von Seiten der zuständigen Staatsanwaltschaft heißt es, dass es sich um Einwohner gehandelt habe, die sich zur Wehr gesetzt hätten. Der US-Botschafter Tony Garza erklärte, es könne sich auch um Polizisten gehandelt haben. Im Internet wurden schließlich Fotos der Täter verbreitet und als Polizisten und Mitarbeiter der Stadt identifiziert.